# Dinumma largeteaui
Dinumma largeteaui är en fjärilsart som beskrevs av Charles Oberthür. Dinumma largeteaui ingår i släktet Dinumma och familjen nattflyn. Inga underarter finns listade i Catalogue of Life.